# مادربزرگ (فیلم ۱۹۶۶)
مادربزرگ (به هندی: Daadi Maa) فیلمی هندی محصول سال ۱۹۶۶ و به کارگردانی ال. وی پراساد است. در این فیلم بازیگرانی همچون آشوک کومار، بینا رای، دورگا کوته، محمود علی، رحمان، چاند اوسمانی، کاشینات غانکار، ممتاز، تانوجا و دیوید آبراهام ایفای نقش کرده‌اند.